# دان بيكيت
دان بيكيت (بالإنجليزية: Dan Pickett)‏ هو عازف قيثارة وموسيقي أمريكي، ولد في 31 أغسطس 1907 في مقاطعة بايك في الولايات المتحدة، وتوفي في 16 أغسطس 1967 في ألاباما في الولايات المتحدة.

## وصلات خارجية
- دان بيكيت على موقع ميوزك برينز (الإنجليزية)